# 리서우신 (1954년)
리서우신(李守信, 1954년 10월 23일 ~ )은 중화인민공화국의 정치인이다.

## 생애
중화인민공화국 허베이성 허젠에서 출생하였으며 지난날 한때 중화인민공화국 허베이성 창저우에서 잠시 유아기를 보낸 적이 있고 이후 중화인민공화국 산둥성 지난에서 성장한 그는 베이징 대학교 겸임교수와 산둥 대학교 겸임교수와 톈진 대학교 겸임교수를 거쳐 상하이 대학교 겸임교수를 지냈으며 중국공산당 지방자치행정위원(1995년 7월 1일 ~ 2008년 12월 1일)을 거쳐 현재 중국공산당 교육과학행정위원(2008년 12월 1일 ~ 현재)과 중국공산당 예하 산둥 대학교 당위서기(2011년 10월 1일 ~ 현재) 직위를 지내고 있다.

## 학력
- 중화인민공화국 베이징 제1중고등학교 졸업(1973년)
- 소련 레닌그라드 대학교 국제관계학과 학사(1979년)
- 일본 오사카 대학교 대학원 일어일문학과 문학석사(1983년)
- 일본 오사카 대학교 대학원 일어일문학과 문학박사(1989년)